# 白鳥慶一
白鳥 慶一（しらとり けいいち、1840年（天保11年8月） - 1913年（大正2年）5月5日）は、明治時代の政治家。衆議院議員（1期）。

## 経歴
のちの青森県東津軽郡荒川村（現青森市）の地主の家に生まれる。16歳にして戸長となり、浦町組の組長を兼ねた。のち青森県会議員を4期務めた。ほか、同常置委員を務めた。
1894年（明治27年）9月の第4回衆議院議員総選挙では青森県第1区から無所属で出馬し当選。自由党革新派に所属し、青森の中心街にあった監獄を荒川村に誘致するとともに柳町と同村間に道路を敷設するなど功績を残した。

## 親族
- 長男：白鳥鴻彰（政治家）[3]